# Jezioro Północnoaralskie
Jezioro Północnoaralskie, nazywane też Małym Jeziorem – północna część byłego Jeziora Aralskiego, w okolicy ujścia rzeki Syr-daria.

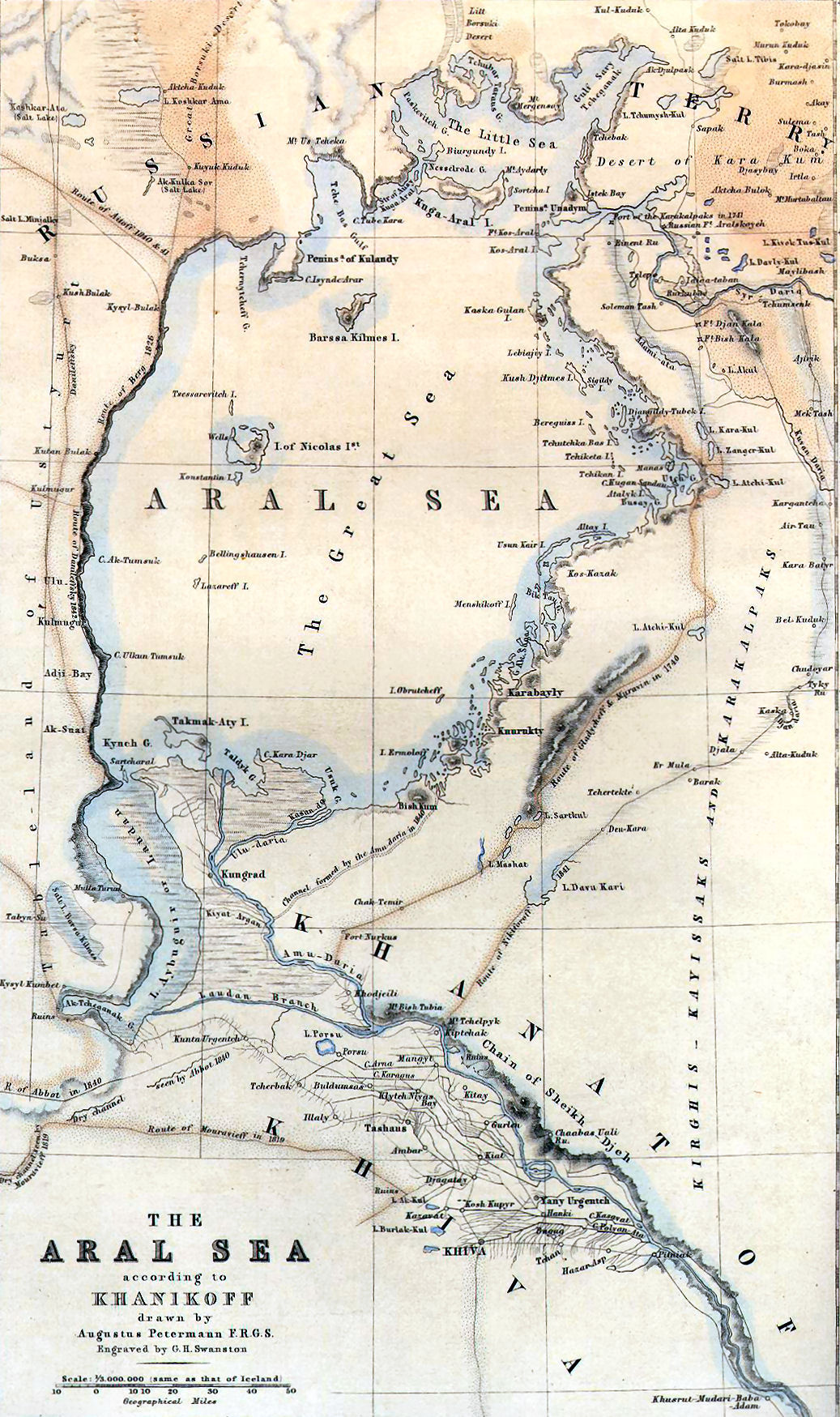
"Małe Jezioro" (The Little Sea) na mapie Jeziora Aralskiego z 1851 r.

Już w czasie wypraw europejskich podróżników i kartografów stosowano umowny podział Jeziora Aralskiego na część północną, zwaną Małym Jeziorem i znacznie większą część południową, zwaną Wielkim Jeziorem. Rozgraniczenie między obu częściami nie było ścisłe, przebiegało mniej więcej wzdłuż równoleżnika 45°30' tak, że wyspa Barsakelmes (Barsa Kilmess) leżała na pograniczu obu części.

## Zanik jeziora Aralskiego
W wyniku rabunkowej gospodarki wodnej w czasach ZSRR od lat 60. XX wieku woda w Jeziorze Aralskim  wysycha w katastrofalnym tempie. Obniżenie się lustra wody spowodowało między innymi, że południowa część Jeziora Małego pomiędzy byłą wyspą Barsa Kilmess a dawnym wschodnim brzegiem jeziora zamieniła się w suchy półpustynny step, a resztki jeziora pozostają jeszcze na północ od dawnej wyspy, a później półwyspu Kökarał (albo Kokarał). Obecnie ta część dawnego Jeziora Małego nazywana jest Jeziorem Północnoaralskim.

## Budowa tamy
Pod koniec XX wieku podjęto ambitną próbę uratowania Jeziora Północnoaralskiego przed dalszym wysychaniem. Trzykrotnie podejmowano próby budowy tamy, niedopuszczającej do ucieczki wód dostarczanych przez Syr-Darię do jeziora na południe, gdzie bezpowrotnie wsiąkała i parowała. Pierwsza tama zbudowana w 1992 za pieniądze miejscowej społeczności z najłatwiej dostępnego na miejscu piasku rozmyta została po 9 miesiącach przez przybierające przez ten czas wody jeziora. Druga, zbudowana nieco solidniej, ale także bez dostatecznych umocnień, wytrzymała napór wód od jesieni 1996 do wiosny 1999, kiedy została rozmyta na długości około pięciu kilometrów. Trzecia tama Kökarał, sfinansowana w ponad 75% przez Bank Światowy, a w pozostałej części przez rząd Kazachstanu, została w zasadniczej części ukończona w sierpniu 2005. Ta zbudowana w oparciu o betonowe umocnienia budowla okazała się znacznie trwalsza i oczekuje się, że nie grozi jej podobna katastrofa. W przyszłości planowane jest wybudowanie kolejnej, wyższej tamy oraz kanału doprowadzającego wodę do portu w Aralsku.

## Rezultaty
W ciągu trzech lat funkcjonowania tamy zaobserwowano istotne zmniejszenie się zasolenia wody w Jeziorze Północnoaralskim, podniesienie się lustra wody ze średniego poziomu poniżej 30 do 42 metrów n.p.m. i zwiększenie powierzchni o prawie 30%. Obserwuje się odradzanie zasobów ryb w jeziorze, a wraz z nimi rybołówstwa – w 2008 stwierdzono w jeziorze 15 gatunków ryb, w porównaniu z zaledwie jednym w niedalekiej przeszłości. Spodziewana jest także poprawa lokalnego klimatu, wzrost liczby chmur deszczowych i opadów deszczu, co zwiększyć powinno możliwości miejscowej gospodarki rolnej. Projekt dopuszcza odpływ części wód do południowej części Jeziora Aralskiego, zbudowano w tym celu stosowne przepusty. Odprowadzają one jednak głównie nadmiar wód z wiosennych roztopów niesionych przez Syr-Darię, i nie mają praktycznie żadnego znaczenia dla reszty pozostałych części dawnego zbiornika.